# اضطراب انهيار المستعمرة

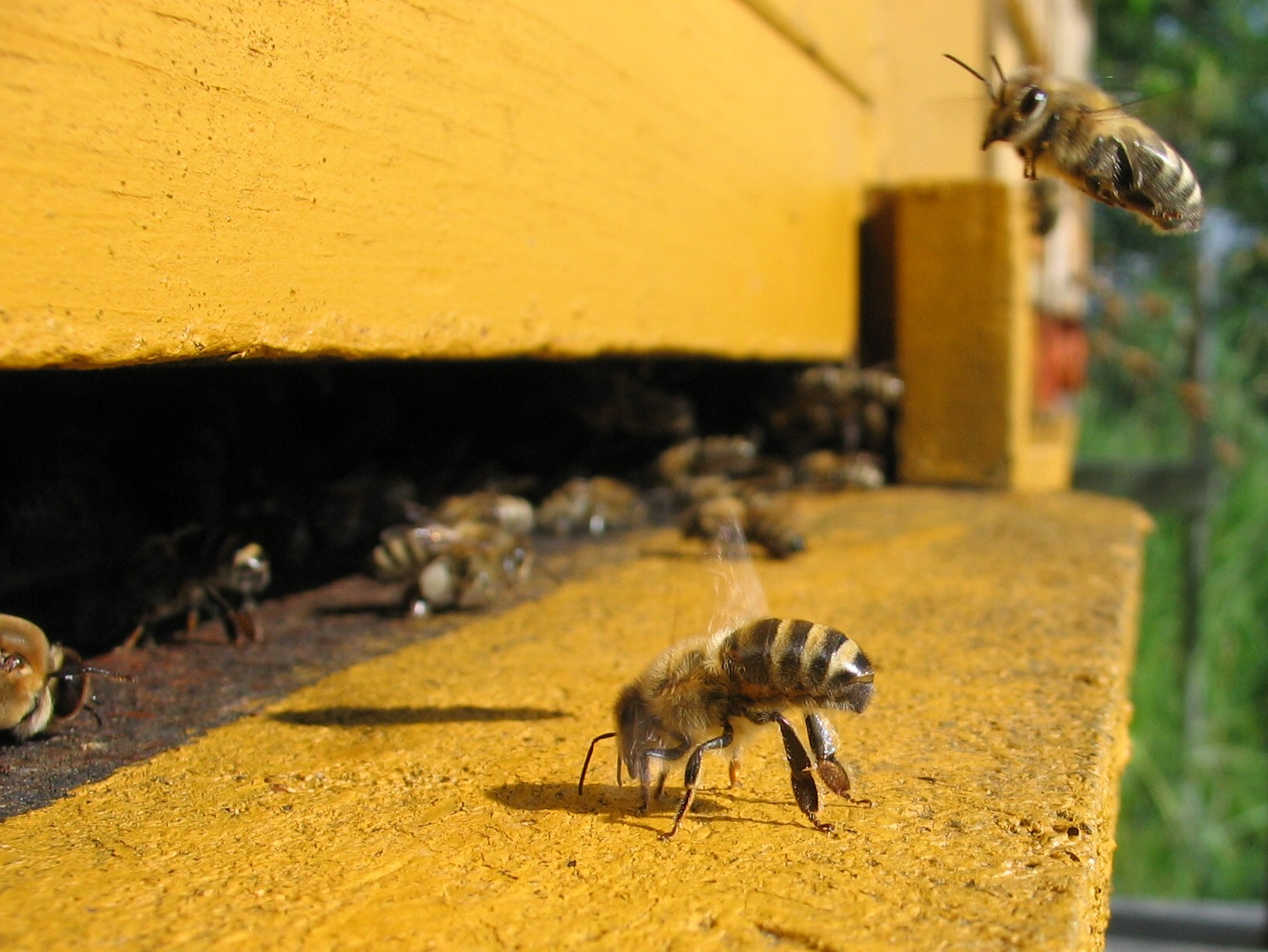

اضطراب انهيار المستعمرة (CCD) هو ظاهرة غير طبيعية تحدث عندما تختفي غالبية النحل العامل في مستعمرة نحل العسل، تاركة وراءها ملكة، والكثير من الطعام، وقليل من النحل المرضع لرعاية النحل غير الناضج المتبقي. على الرغم من أن مثل هذه الاختفاءات حدثت بشكل متقطع طوال تاريخ تربية النحل، وكانت معروفة بأسماء مختلفة (بما في ذلك مرض الاختفاء، وتراجع الربيع، ومرض مايو، وانهيار الخريف، ومرض تراجع الخريف)، تمت إعادة تسمية المتلازمة باضطراب انهيار المستعمرات في أوائل عام 2007 بالتزامن مع ارتفاع كبير في التقارير عن اختفاء مستعمرات نحل العسل الغربي في أمريكا الشمالية.لاحظ النحالون في معظم الدول الأوروبية ظاهرة مماثلة منذ عام 1998، وخاصة في جنوب وغرب أوروبا كما تلقت جمعية أيرلندا الشمالية تقارير عن انخفاض يزيد عن 50٪. أصبحت الظاهرة أكثر عالمية عندما أثرت على بعض الدول الآسيوية والأفريقية أيضًا.في الفترة من 1990 إلى 2021، حسبت منظمة الأغذية والزراعة التابعة للأمم المتحدة أن عدد مستعمرات النحل في جميع أنحاء العالم زاد بنسبة 47٪ ليصل إلى 102 مليون.
قد يتسبب اضطراب انهيار المستعمرات في خسائر اقتصادية كبيرة لأن العديد من المحاصيل الزراعية في جميع أنحاء العالم تعتمد على التلقيح بواسطة نحل العسل الغربي. وفقًا لمنظمة الأغذية والزراعة، قُدِّرت القيمة الإجمالية للمحاصيل العالمية الملقحة بواسطة نحل العسل بنحو 200 مليار دولار أمريكي في عام 2005. في الولايات المتحدة، أدى نقص النحل إلى زيادة تكلفة استئجار المزارعين لخدمات التلقيح بنسبة تصل إلى 20٪. ومع ذلك، فإن انخفاض أعداد النحل يسبق هذا الاضطراب بعدة عقود: كانت صناعة خلايا النحل المُدارة في الولايات المتحدة تتقلص بوتيرة ثابتة منذ عام 1961. وعلى النقيض من ذلك، كان عدد النحل في جميع أنحاء العالم يتزايد بشكل مطرد منذ عام 1975، بناءً على إنتاج العسل، وكانت الصين مسؤولة عن معظم النمو. كانت الفترة الزمنية التي شهدت أدنى نمو في إنتاج العسل في جميع أنحاء العالم بين عامي 1991 و1999، بسبب الانهيار الاقتصادي بعد حل الشيوعية في مجال النفوذ السوفييتي السابق. اعتبارًا من عام 2020، زاد الإنتاج بنسبة 50% مقارنة بعام 2000، وهو ضعف معدل النمو في العقود السابقة، على الرغم من اضطراب انهيار المستمرات يقدر الخبراء أن هناك حاليًا عددًا أكبر من النحل على قيد الحياة في جميع أنحاء العالم مقارنة بأي نقطة أخرى في تاريخ البشرية.
تم اقتراح العديد من الأسباب المحتملة لـ هذا الاضطراب، ولكن لم يحظ أي اقتراح واحد بقبول واسع النطاق بين المجتمع العلمي. تشمل الأسباب المقترحة المبيدات الحشرية، والعدوى بمسببات الأمراض المختلفة، وخاصة تلك التي تنتقل عن طريق سوس الفاروا وسوسة قراد النحل الوودي، وسوء التغذية، والعوامل الوراثية، ونقص المناعة، وفقدان المواطن، أو تغيير ممارسات تربية النحل، بما في ذلك مجموعة من هذه العوامل. وقد أحاط قدر كبير من التكهنات بمساهمات عائلة النيونيكوتينويد من المبيدات الحشرية في CCD، ولكن العديد من المناحل المنهارة لا تظهر أي أثر للنيونيكوتينويد.